# Lovely One
Singles de The Jacksons
Destiny
(1979) This Place Hotel
(1980)
Pistes de Triumph
Can You Feel It
(1) Your Ways(3)
Lovely One est le tout premier single extrait de l'album Triumph (1980) des Jacksons.
On y entend en voix principale celle de Michael Jackson. La chanson est en piste 2 de l'album, entre Can You Feel It et Your Ways. Le single suivant extrait de l'album est This Place Hotel.